# Registre national des lieux historiques dans le comté de Lake (Californie)

Localisation du comté de Lake en Californie

Ceci est la liste des lieux historiques inscrits sur le registre national dans le comté de Lake en Californie.
C'est censé être une liste exhaustive des propriétés et des districts des lieux historiques du registre national dans le comté de Lake, en Californie. Les coordonnées de latitude et longitude sont fournies pour la plupart des propriétés et les districts du registre national ; ces localisations peuvent être aperçus sur Google Map.
Il y a 25 propriétés et districts répertoriés sur le registre national dans le comté, dont un monument historique national.

## Liste actuelle
| Position | ID       | Type | Nom                                        | Localisation                                                     | Ville                 | Date d'inscription | Image | Coordonnées                          | Description |
| -------- | -------- | ---- | ------------------------------------------ | ---------------------------------------------------------------- | --------------------- | ------------------ | ----- | ------------------------------------ | --- |
| 1        | 78000676 | HD   | Anderson Marsh Archeological District (en) | Les deux rives du Cache Creek entre Clear Lake la State Route 53 | Lower Lake            | 24 août 1978       |       | 38° 55′ 49″ nord, 122° 37′ 45″ ouest | Une des zones les plus densément peuplées de la Californie préhistorique, avec plus de 40 sites archéologiques identifiés allant de 10 000 ans au début du XXe siècle |
| 2        | 79000479 | NRHP | Archeological Site No. Ca-Lak-711          | Adresse restreinte                                               | Anderson Springs (en) | 25 mai 1979        |       |                                      | |
| 3        | 91001424 | NHL  | Borax Lake-Hodges Archeological Site (en)  | Adresse restreinte                                               | Clearlake             | 3 octobre 1991     |       |                                      | |
| 4        | 95001130 | HD   | Cache Creek Archeological District         | Adresse restreinte                                               | Lower Lake            | 30 décembre 1997   |       |                                      | |
| 6        | 08000261 | NRHP | Lakeport Carnegie Library (en)             | 200 Park St.                                                     | Lakeport              | 10 avril 2008      |       | 39° 02′ 36″ nord, 122° 54′ 51″ ouest | |
| 5        | 70000134 | NRHP | Old Lake County Courthouse (en)            | 255 N. Main St.                                                  | Lakeport              | 28 octobre 1970    |       | 39° 02′ 34″ nord, 122° 54′ 55″ ouest | |
| 7        | 72000227 | NRHP | Patwin Indian Site                         | Adresse restreinte                                               | Clearlake Oaks        | 23 février 1972    |       |                                      | |